# Vodní nádrž Bedřichov
Vodní nádrž Bedřichov, nazývaná také Bedřichovská přehrada (německy Friedrichswalder Talsperre) či Přehrada na Černé Nise, je nejvýše položenou přehradou Jizerských hor. Leží v katastru obce Bedřichov na Černé Nise. Koruna její hráze leží v nadmořské výšce 775,26 m n. m., hráz je 340 m dlouhá a 23,5 m vysoká. Byla stavěna v letech 1902–1909 Vodním družstvem k regulování říčních toků a ke stavbě přehrad v povodí Zhořelecké Nisy k ochraně proti povodním a úpravu průtoku v suchých obdobích, dnes navíc napájí tři vodní elektrárny a slouží také k rekreaci a rybaření.

## Historie

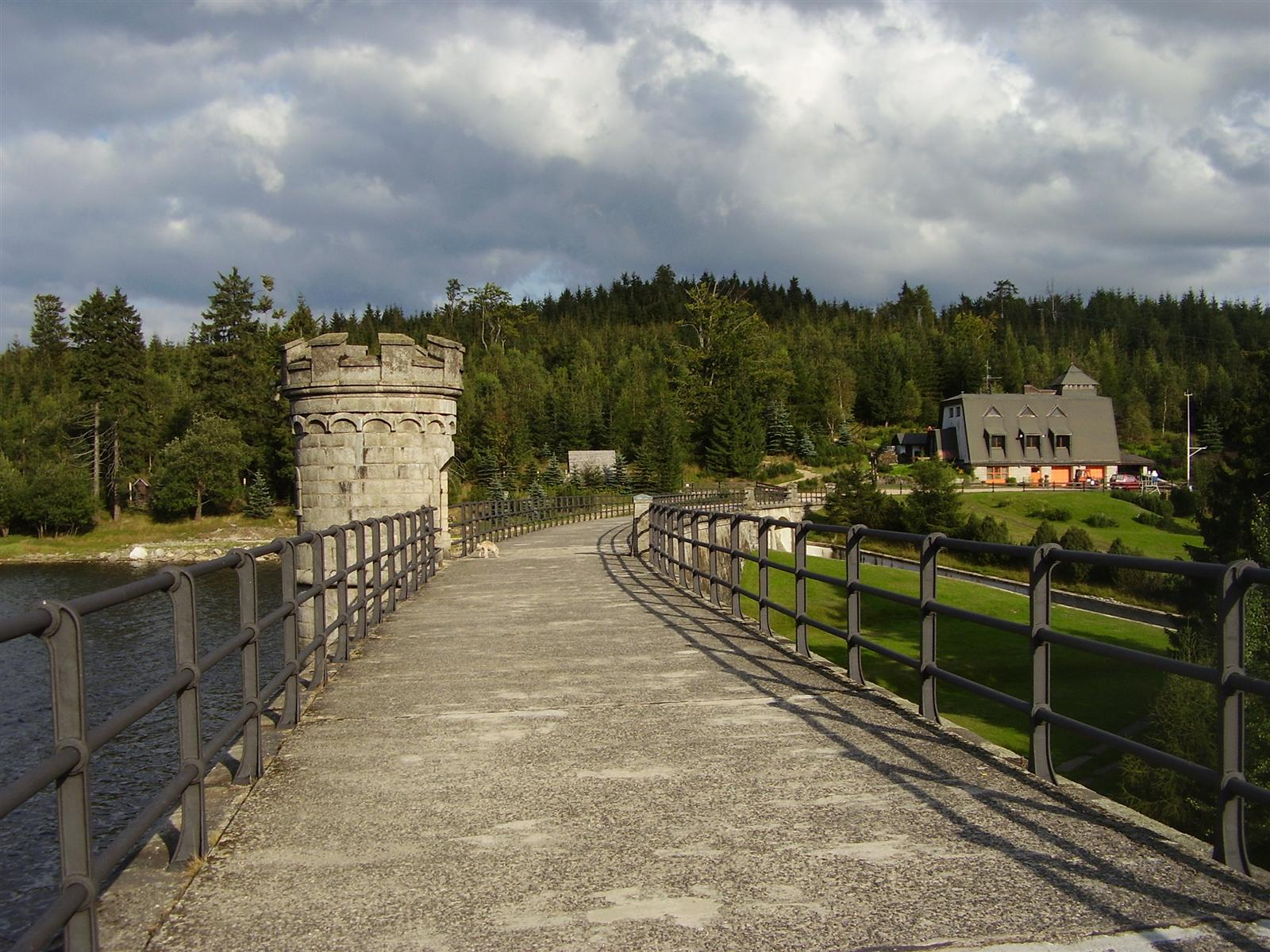
Pohled po hrázi přehrady

Po katastrofální povodni 30.–31. července 1897 bylo za účelem zabránění dalších takových pohromám založeno místními průmyslníky Vodní družstvo k regulování říčních toků a ke stavbě přehrad v povodí Zhořelecké Nisy. O konzultace byl požádán profesor Otto Intze z Cách. Ten doporučil družstvu postavit na přítocích Lužické Nisy šestici hrází, družstvo jich nakonec podle jeho projektu postavilo pět.
Hlavním projektantem přehrady byl prof. Otto Intze s dr. Lepplou z Berlína. Stavba hráze byla svěřena firmám Aeckermann z Klagenfurtu a W. Relle und Neffe, W. Streitzig und CO, začala roku 1902 výkopovými pracemi. Po očištění základů byla provedena základní betonová vrstva s odvodněním základů trubkovou drenáží. Podkladní beton se dělal z cementotrasové malty, zdivo pochází z místní žuly, cement byl dovážen z Čížkovic. Stavba byla dokončena 21. prosince 1905, její kolaudace proběhla 28. června 1906. Náklady na stavbu dosáhly 1 777 840 rakouských korun.
V letech 1924 až 1927 byl vybudován přivaděč vody ke špičkové elektrárně v Rudolfově.